# Christian Vieri
Christian Vieri (Bologna, 1973. július 12. –) volt válogatott olasz labdarúgó. Apja, Roberto és testvére, Max szintén labdarúgók.

## Pályafutása
Négy és tizennégy éves kora között Ausztráliában élt. Ezalatt többféle sportággal is megismerkedett, az iskolában például (saját bevallása szerint) valószínűleg több időt töltött krikettezéssel, mint labdarúgással. A krikett iránti rajongása később sem múlt el, kedvtelésből még jóval aktív sportpályafutásának befejezése után is krikettezett.

### Klub
Vieri gyerekkorában az ausztrál Marconi Stallonsnál játszott. Ezt követően a Torinóhoz került, itt mutatkozhatott be az első osztályban. Mivel kevés játéklehetőséget kapott, 1992-től 1995-ig különböző másodosztályú csapatokban játszott, minden évben máshol.
1995-ben tért vissza a Serie A-ba, ebben a szezonban az Atalanta játékosa volt. Ezután Olaszország legsikeresebb csapata, a Juventus szerződtette. A „zebrákkal” bajnoki címet, szuperkupa- és interkontinetális kupa-győzelmet is szerzett.
Egy szezon után innen is továbbállt, ezúttal légiós lett belőle, az akkor sikeresebb időszakát élő Atlético de Madrid játékosa lett. Itt zsebelte be első komolyabb egyéni elismerését, 24 találatával ugyanis a liga gólkirálya lett. Az 1998-as vb után hazatért, egy szezont a Laziónál játszott.
1999-ben lett az Internazionale labdarúgója, itt töltött el először huzamosabb időt. Átigazolásának díja akkor rekordnak számító 40 millió euró volt. Bár Ronaldóval rendkívül veszélyes párost alkottak, mivel mindketten elég sérülékenyek voltak, nem volt alkalmuk túl gyakran együtt játszani. Első igazán jó szezonja a 2001-02-es volt, amikor 25 mérkőzésen 22 gólt szerzett, az Inter pedig csak épphogy lemaradt a bajnoki címről. A következő évben még jobban teljesített, megszerezte pályafutása első olasz gólkirályi címét. 2005-ig játszott itt, ezalatt összesen több mint 100 gólt szerzett.
2005-ben a városi rivális AC Milan játékosa lett, ám itt mindössze fél évet töltött, mivel nem tudott stabil kezdő lenni, 2006 telén a francia Monacóhoz szerződött. Itt is csak fél évet töltött, ezután hazatért, és az Atalanta csapatához igazolt. Egy év után a bergamói klub úgy döntött, nem hosszabbít vele szerződést. Ezt követően a Fiorentina ingyen szerezhette meg őt. Bár egy évvel korábban nem akartak vele szerződést hosszabbítani, 2008 nyarán visszatért az Atalantához. Ám miután sorozatos sérülései miatt csak kilenc meccsen lépett pályára, a felek közös megegyezéssel szerződést bontottak. Vieri 2009. október 20-án jelentette be visszavonulását.
Mindössze egy héttel visszavonulása után arról kezdtek pletykálni, hogy a brazil élvonalban szereplő Botafogo FC játékosa lesz. Ezt Vieri azonnal visszautasította. Nem sokkal később arról szóltak a hírek, hogy a brazil harmadosztályú Boavistához szerződik, ám végül ez sem jött létre.

### Válogatott
Vieri 49 válogatott meccsén 23 gólt szerzett, és játszott az 1998-as, valamint a 2002-es vb-n is, ezenkívül a 2004-es labdarúgó-Európa-bajnokságon is szerepelt. A 2000-es Eb-t és a 2006-os vb-t sérülés miatt ki kellett hagynia.

## Karrierje statisztikái

### Klubszinten
| Teljesítmény klubjában | Teljesítmény klubjában | Teljesítmény klubjában | Bajnokság | Bajnokság | Kupa            | Kupa            | Nemzetközi | Nemzetközi | Összesen | Összesen |
| Szezon                 | Klub                   | Bajnokság              | Mérk.     | Gól       | Mérk.           | Gól             | Mérk.      | Gól        | Mérk.    | Gól      |
| Olaszország            | Olaszország            | Olaszország            | Bajnokság | Bajnokság | Coppa Italia    | Coppa Italia    | Európa     | Európa     | Összesen | Összesen |
| ---------------------- | ---------------------- | ---------------------- | --------- | --------- | --------------- | --------------- | ---------- | ---------- | -------- | -------- |
| 1991–92                | Torino                 | Serie A                | 6         | 1         | 1               | 1               | 0          | 0          | 7        | 2        |
| 1992–93                | Torino                 | Serie A                | 1         | 0         | 1               | 0               | 0          | 0          | 2        | 0        |
| 1992–93                | Pisa                   | Serie B                | 18        | 2         | 0               | 0               | 0          | 0          | 18       | 2        |
| 1993–94                | Ravenna                | Serie B                | 32        | 12        | 0               | 0               | 0          | 0          | 32       | 12       |
| 1994–95                | Venezia                | Serie B                | 29        | 11        | 0               | 0               | 0          | 0          | 29       | 11       |
| 1995–96                | Atalanta               | Serie A                | 19        | 7         | 2               | 2               | 0          | 0          | 21       | 9        |
| 1996–97                | Juventus               | Serie A                | 23        | 8         | 5               | 1               | 10         | 5          | 38       | 14       |
| Spanyolország          | Spanyolország          | Spanyolország          | Bajnokság | Bajnokság | Copa del Rey    | Copa del Rey    | Európa     | Európa     | Összesen | Összesen |
| 1997–98                | Atlético de Madrid     | La Liga                | 24        | 24        | 0               | 0               | 10         | 5          | 34       | 29       |
| Olaszország            | Olaszország            | Olaszország            | Bajnokság | Bajnokság | Coppa Italia    | Coppa Italia    | Európa     | Európa     | Összesen | Összesen |
| 1998–99                | Lazio                  | Serie A                | 22        | 12        | 2               | 1               | 4          | 1          | 28       | 14       |
| 1999–2000              | Internazionale         | Serie A                | 20        | 13        | 5               | 5               | 0          | 0          | 24       | 18       |
| 2000–01                | Internazionale         | Serie A                | 27        | 18        | 0               | 0               | 5          | 1          | 32       | 19       |
| 2001–02                | Internazionale         | Serie A                | 25        | 22        | 1               | 0               | 2          | 3          | 28       | 25       |
| 2002–03                | Internazionale         | Serie A                | 23        | 24        | 0               | 0               | 12         | 3          | 35       | 27       |
| 2003–04                | Internazionale         | Serie A                | 22        | 13        | 1               | 0               | 9          | 4          | 32       | 17       |
| 2004–05                | Internazionale         | Serie A                | 27        | 13        | 3               | 3               | 6          | 1          | 36       | 16       |
| 2005–06                | Milan                  | Serie A                | 8         | 1         | 1               | 1               | 5          | 0          | 14       | 2        |
| Franciaország          | Franciaország          | Franciaország          | Bajnokság | Bajnokság | Coupe de France | Coupe de France | Európa     | Európa     | Összesen | Összesen |
| 2005–06                | Monaco                 | Ligue 1                | 7         | 3         | 2               | 1               | 2          | 1          | 11       | 5        |
| Olaszország            | Olaszország            | Olaszország            | Bajnokság | Bajnokság | Coppa Italia    | Coppa Italia    | Európa     | Európa     | Összesen | Összesen |
| 2006–07                | Atalanta               | Serie A                | 7         | 2         | 0               | 0               | 0          | 0          | 7        | 2        |
| 2007–08                | Fiorentina             | Serie A                | 26        | 6         | 1               | 0               | 12         | 3          | 39       | 9        |
| 2008–09                | Atalanta               | Serie A                | 9         | 2         | 0               | 0               | 0          | 0          | 9        | 2        |
| Összesen               | Olaszország            | Olaszország            | 344       | 167       | 23              | 14              | 65         | 21         | 432      | 202      |
| Összesen               | Spanyolország          | Spanyolország          | 24        | 24        | 0               | 0               | 10         | 5          | 34       | 29       |
| Összesen               | Franciaország          | Franciaország          | 7         | 3         | 2               | 1               | 2          | 1          | 11       | 5        |
| Karrierje összesen     | Karrierje összesen     | Karrierje összesen     | 375       | 194       | 25              | 15              | 79         | 35         | 477      | 236      |

### A válogatottban
| Olaszország | Olaszország     | Olaszország |
| Év          | Pályára lépések | Gólok       |
| ----------- | --------------- | ----------- |
| 1997        | 7               | 2           |
| 1998        | 7               | 6           |
| 1999        | 5               | 2           |
| 2000        | 1               | 0           |
| 2001        | 2               | 0           |
| 2002        | 8               | 5           |
| 2003        | 6               | 4           |
| 2004        | 7               | 3           |
| 2005        | 6               | 1           |
| összesen    | 49              | 23          |

### Válogatott góljai
| #   | Időpont             | Helyszín                                       | Ellenfél      | Állás | Végeredmény | Kiírás         |
| --- | ------------------- | ---------------------------------------------- | ------------- | ----- | ----------- | -------------- |
| 1.  | 1997. március 29.   | Trieszt, Olaszország                           | Moldova       | 1 – 0 | 3 – 0       | Vb-selejtező   |
| 2.  | 1997. október 29.   | Moszkva, Oroszország                           | Oroszország   | 1 – 0 | 1 – 1       | Vb-selejtező   |
| 3.  | 1998. június 11.    | Parc Lescure, Bordeaux, Franciaország          | Chile         | 1 – 0 | 2 – 2       | Világbajnokság |
| 4.  | 1998. június 17.    | Stade de la Mosson, Montpellier, Franciaország | Kamerun       | 1 – 0 | 3 – 0       | Világbajnokság |
| 5.  | 1998. június 17.    | Stade de la Mosson, Montpellier, Franciaország | Kamerun       | 2 – 0 | 3 – 0       | Világbajnokság |
| 6.  | 1998. június 23.    | Stade de France, Saint-Denis, Franciaország    | Ausztria      | 1 – 0 | 2 – 1       | Világbajnokság |
| 7.  | 1998. június 27.    | Stade Vélodrome, Marseille, Franciaország      | Norvégia      | 1 – 0 | 1 – 0       | Világbajnokság |
| 8.  | 1998. szeptember 5. | Liverpool, Anglia                              | Wales         | 2 – 0 | 2 – 0       | Eb-selejtező   |
| 9.  | 1999. június 5.     | Bologna, Olaszország                           | Wales         | 4 – 0 | 4 – 0       | Eb-selejtező   |
| 10. | 1999. szeptember 8. | Nápoly, Olaszország                            | Dánia         | 1 – 0 | 2 – 3       | Eb-selejtező   |
| 11. | 2002. június 3.     | Sapporo Dome, Szapporo, Japán                  | Ecuador       | 1 – 0 | 2 – 0       | Világbajnokság |
| 12. | 2002. június 3.     | Sapporo Dome, Szapporo, Japán                  | Ecuador       | 2 – 0 | 2 – 0       | Világbajnokság |
| 13. | 2002. június 8.     | Kashima Stadium, Kasima, Japán                 | Horvátország  | 1 – 0 | 1 – 2       | Világbajnokság |
| 14. | 2002. június 18.    | Daejeon World Cup Stadium, Tedzson, Dél-Korea  | Dél-Korea     | 1 – 0 | 1 – 2       | Világbajnokság |
| 15. | 2002. november 11.  | Pescara, Olaszország                           | Törökország   | 1 – 0 | 1 – 1       | Barátságos     |
| 16. | 2003. március 29.   | Palermo, Olaszország                           | Finnország    | 1 – 0 | 2 – 0       | Eb-selejtező   |
| 17. | 2003. március 29.   | Palermo, Olaszország                           | Finnország    | 2 – 0 | 2 – 0       | Eb-selejtező   |
| 18. | 2003. augusztus 8.  | Stuttgart, Németország                         | Németország   | 1 – 0 | 1 – 0       | Barátságos     |
| 19. | 2003. október 11.   | Reggio Calabria, Olaszország                   | Azerbajdzsán  | 1 – 0 | 4 – 0       | Eb-selejtező   |
| 20. | 2004. február 2.    | Palermo, Olaszország                           | Csehország    | 1 – 0 | 2 – 2       | Barátságos     |
| 21. | 2004. március 31.   | Braga, Portugália                              | Portugália    | 1 – 1 | 2 – 1       | Barátságos     |
| 22. | 2004. április 28.   | Genova, Olaszország                            | Spanyolország | 1 – 1 | 1 – 1       | Barátságos     |
| 23. | 2005. október 12.   | Stadio Via del Mare, Lecce, Olaszország        | Moldova       | 1 – 0 | 2 – 1       | Vb-selejtező   |

## Sikerei, díjai

### Klub
- Juventus FC:
  - Bajnok: 1996-97
  - Szuperkupa-győztes: 1997
  - UEFA-szuperkupa-győztes: 1996
  - Interkontinentális kupagyőztes: 1996
- SS Lazio:
  - Szuperkupa-győztes: 1998
  - KEK-győztes: 1998-99
- Internazionale:
  - Kupagyőztes: 2004-05
  - Szuperkupa-győztes: 2005

### Válogatott
- U21-es Európa-bajnok: 1994

### Egyéni
- Spanyol gólkirály: 1999-98, 24 találat
- Olasz gólkirály: 2002-03, 24 találat
- Serie A év labdarúgója: 1999
- Az év olasz labdarúgója: 1999, 2002
- FIFA 100-tag